# Колесник, Павел Антонович
Колесник Павел Антонович (1915 — 1. 1. 1944) — Герой Советского Союза, командир 2-й стрелковой роты 185-го гвардейского стрелкового полка 60-й гвардейской Павлоградской Краснознамённой стрелковой дивизии 6-й армии 3-го Украинского фронта, гвардии младший лейтенант.

## Биография
Родился в 1915 году в селе Спиваковка, ныне Изюмского района Харьковской области Украины, в семье крестьянина-бедняка. Украинец. Образование начальное. Его отец погиб в годы Первой мировой войны, и Павлу Колеснику с детских лет приходилось зарабатывать себе на хлеб. В 1930-е годы, когда в селе была организована артель «Путь социализма», вместе с матерью одним из первых вступил в неё. В Красную Армию призван Изюмским военкоматом Харьковской области Украинской ССР в 1938 году. Проходил службу в пограничных войсках. После окончания школы сержантского состава продолжал службу в пограничном отряде. Был отличником боевой и политической подготовки, неоднократно получал благодарности от командования части. Весной 1941 года был демобилизован из рядов Красной Армии. После демобилизации вернулся в родное село и вместе с женой продолжал работать в колхозе. Увлекался техникой и собирался поступить на шестимесячные курсы механизаторов, стать квалифицированным трактористом и комбайнёром. Но этим планам не пришлось осуществиться, началась война.
Вторично в Красную Армию призван в июне 1941 года. В боях Великой Отечественной войны с мая 1942 года. Сражался на Юго-Западном и 3-м Украинском фронтах. Был командиром отделения, взвода, стрелковой роты, прошёл путь от сержанта до младшего лейтенанта. В 1942 году был ранен в голову. После двухмесячного лечения вернулся в свою роту. Командование полка и батальона высоко ценило офицера Колесника за исключительную смелость, дисциплинированность, постоянную готовность выполнить любое задание.
Командир 2-й стрелковой роты 185-го гвардейского стрелкового полка 60-й гвардейской Павлоградской Краснознаменной стрелковой дивизии 6-й армии 3-го Украинского фронта, гвардии младший лейтенант Павел Колесник отличился в ночь на 26 ноября 1943 года. Рота под его командованием решительно форсировала Днепр у села Разумовка Запорожского района Запорожской области Украины, овладела курганом, захватила пленных, отразила несколько контратак противника и удержала отвоёванные позиции.
Указом Президиума Верховного Совета СССР «О присвоении звания Героя Советского Союза офицерскому и сержантскому составу Военно-Морского флота» от 22 февраля 1944 года за «образцовое выполнение боевых заданий командования на фронте борьбы с немецкими захватчиками и проявленные при этом отвагу и геройство» удостоен звания Героя Советского Союза.
Погиб в бою 1 января 1944 года.
Похоронен в селе Катещино Томаковского района в Днепропетровской области Украины.

## Память
- Грамота Президиума Верховного Совета СССР о присвоении звания Героя Советского Союза П. А. Колеснику хранится в Изюмском краеведческом музее.